# Saison 2017 de l'équipe cycliste féminine Sunweb
La saison 2017 de l'équipe cycliste féminine Sunweb est la septième de la formation. L'effectif se renforce significativement en 2017 avec les arrivées d'Ellen van Dijk, Lucinda Brand, Coryn Rivera, Liane Lippert et Juliette Labous. Au niveau des départs, Riejanne Markus, Sara Mustonen, Kyara Stijns et Carlee Taylor quittent l'équipe.
Le recrutement permet à l'équipe de changer de dimension. La sprinteuse Coryn Rivera gagne trois manches du World Tour dont le Tour des Flandres. Elle conclut cette compétition à la quatrième place. Ellen van Dijk, en plus d'avoir été un soutien important pour les victoires de Coryn Rivera, remporte l'Healthy Ageing Tour et les championnats d'Europe du contre-la-montre, finit deuxième du Tour de Thuringe et troisième du Boels Ladies Tour ainsi que du Tour de Norvège. Elle est huitième du World Tour et quatrième du classement UCI. Lucinda Brand gagne le Circuit Het Nieuwsblad et une étape du Tour d'Italie. Leah Kirchmann finit troisième de l'Open de Suède Vårgårda et quatrième du Women's Tour. Surtout, la formation Sunweb réalise la surprise sur les championnats du monde du contre-la-montre par équipes en devançant la formation Boels Dolmans en s'emparant ainsi du titre. Ellen van Dijk est quatrième du classement UCI, Coryn est à la même place du classement World Tour. L'équipe est deuxième des classements World Tour et UCI.

## Préparation de la saison

### Partenaires et matériel de l'équipe

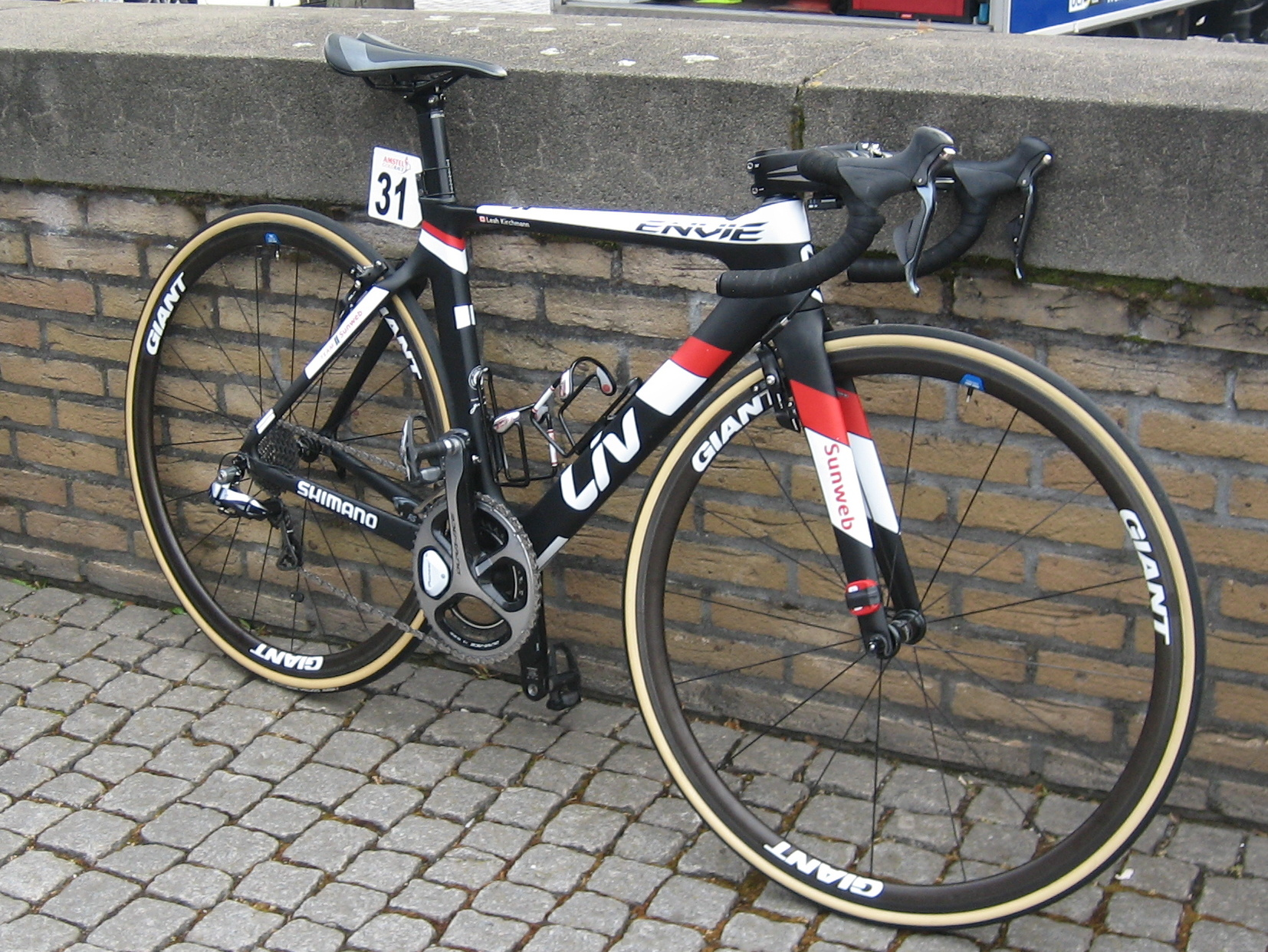
Vélos de l'équipe

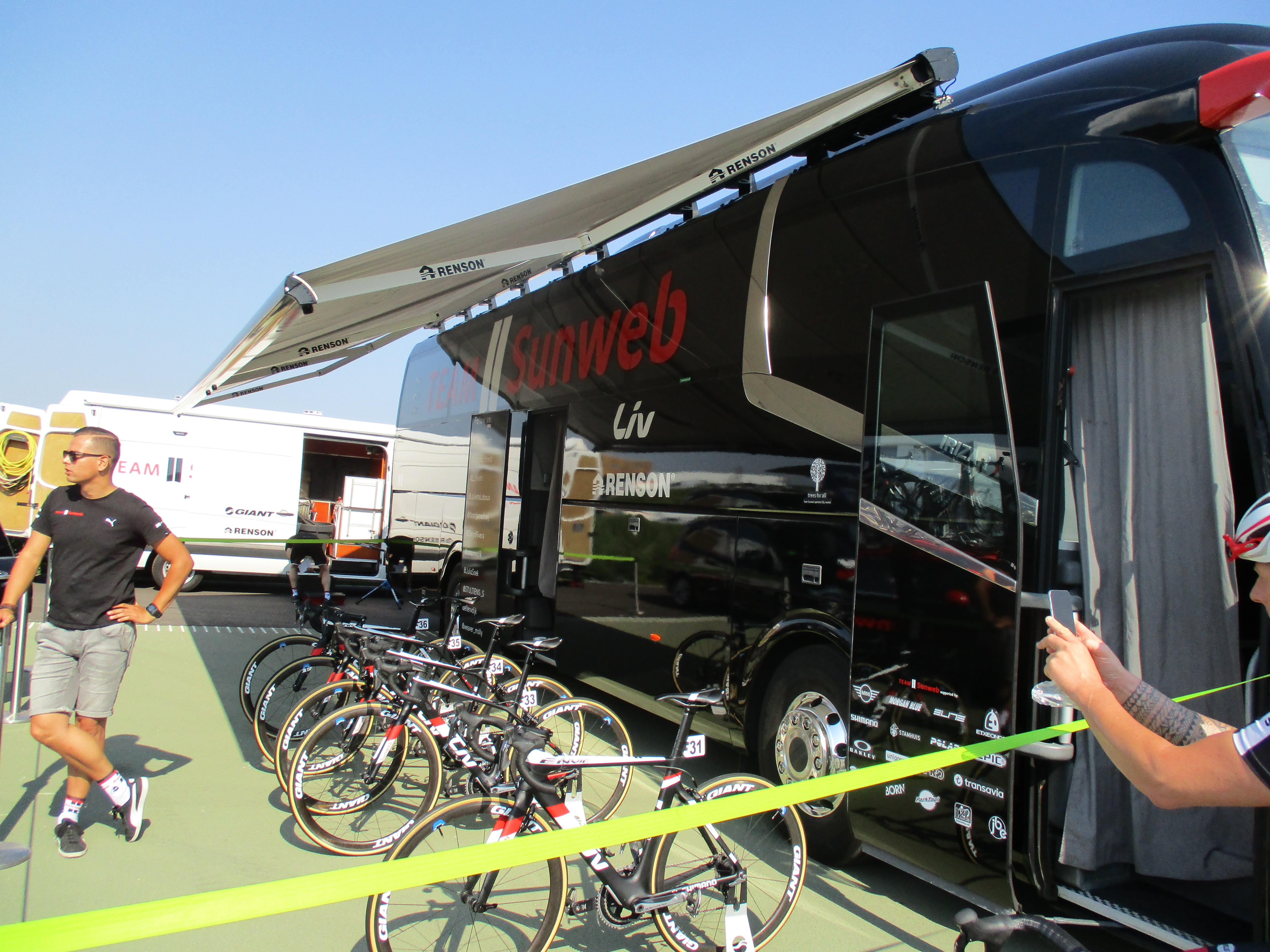
Bus et vélos de l'équipe

Sunweb est le nouveau sponsor principal de l'équipe cette saison. Cette entreprise, déjà sponsor de l'équipe depuis 2015, remplace les deux sponsors-titre Giant, qui reste son fournisseur de cycle sous la marque Liv, et Alpecin et sa marque Plantur, qui devient co-sponsor de l'équipe Katusha-Alpecin. Sunweb s'est engagé comme sponsor-titre pour trois ans. Malgré ces changements, le maillot de l'équipe reste rayé de blanc et noir, avec des touches de rouge. Ce maillot, fourni par Etxeondo, est identique à celui de l'équipe masculine Sunweb,,,,,.
Les vélos sont de marque Liv, la ligne féminine du constructeur Giant. Les roues sont de cette dernière marque, le groupe est Shimano.

### Arrivées et départs
L'effectif se renforce significativement en 2017. La championne du monde du contre-la-montre 2013 et vainqueur du Tour des Flandres 2014, Ellen van Dijk rejoint l'équipe. C'est également le cas de Lucinda Brand, vainqueur à Plouay en 2014 et bonne sprinteuse. Qualité qu'elle partage avec la prometteuse américaine Coryn Rivera. Par ailleurs, la jeune Allemande Liane Lippert, lauréate du classement de la meilleure jeune du Tour de Thuringe 2016 alors qu'elle était encore en catégorie junior et championne d'Europe, ainsi que la championne de France juniors sur route et contre-la-montre Juliette Labous s'ajoutent à la composition de l'équipe.
Au niveau des départs, la jeune néerlandaise Riejanne Markus rejoint l'équipe WM3. Sara Mustonen, Kyara Stijns et Carlee Taylor quittent également la formation,.
| Arrivées        | Équipe 2016                         |
| --------------- | ----------------------------------- |
| Lucinda Brand   | Rabo Liv Women                      |
| Juliette Labous | Néo-professionnelle                 |
| Liane Lippert   | Néo-professionnelle, Team Stuttgart |
| Coryn Rivera    | UnitedHealthcare                    |
| Ellen van Dijk  | Boels Dolmans                       |

| Départs         | Équipe 2017          |
| --------------- | -------------------- |
| Riejanne Markus | WM3                  |
| Sara Mustonen   | BMS Birn             |
| Kyara Stijns    | Parkhotel Valkenburg |
| Carlee Taylor   | Alé Cipollini        |

## Effectif et encadrement

### Effectif
| Effectif 2017             | Effectif 2017     | Effectif 2017 | Effectif 2017                           |
| Cycliste                  | Date de naissance | Pays          | Équipe précédente                       |
| ------------------------- | ----------------- | ------------- | --------------------------------------- |
| Lucinda Brand             | 2 juillet 1989    | Pays-Bas      | Rabo Liv Women (2016)                   |
| Ellen van Dijk            | 11 février 1987   | Pays-Bas      | Boels Dolmans (2016)                    |
| Leah Kirchmann            | 30 juin 1990      | Canada        | Optum-Kelly Benefit Strategies (2015)   |
| Juliette Labous           | 4 novembre 1998   | France        | VC Morteau Montbenoit (2016)            |
| Liane Lippert             | 13 janvier 1998   | Allemagne     |                                         |
| Floortje Mackaij          | 18 octobre 1995   | Pays-Bas      |                                         |
| Coryn Rivera              | 26 août 1992      | États-Unis    | UnitedHealthcare Women's Team (2016)    |
| Rozanne Slik              | 21 avril 1991     | Pays-Bas      | Parkhotel Valkenburg Continental (2015) |
| Julia Soek                | 12 décembre 1990  | Pays-Bas      | Sengers (2013)                          |
| Sabrina Stultiens         | 8 juillet 1993    | Pays-Bas      | Rabo Liv Women (2014)                   |
| Molly Weaver              | 15 mars 1994      | Royaume-Uni   | Matrix Fitness Pro Cycling (2015)       |
|                           |                   |               |                                         |
| Source : Cycling Archives |                   |               |                                         |

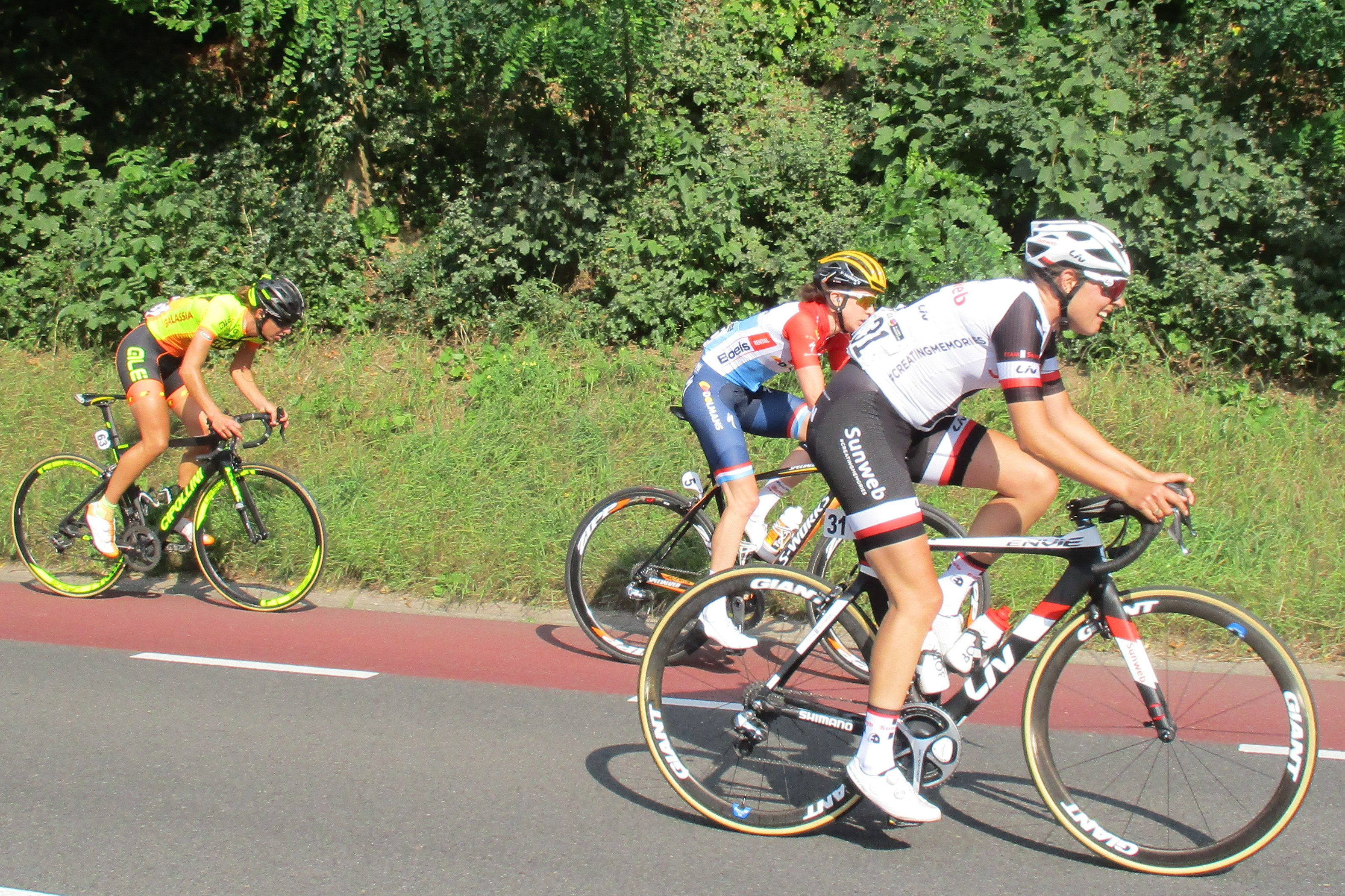
Lucinda Brand au premier plan
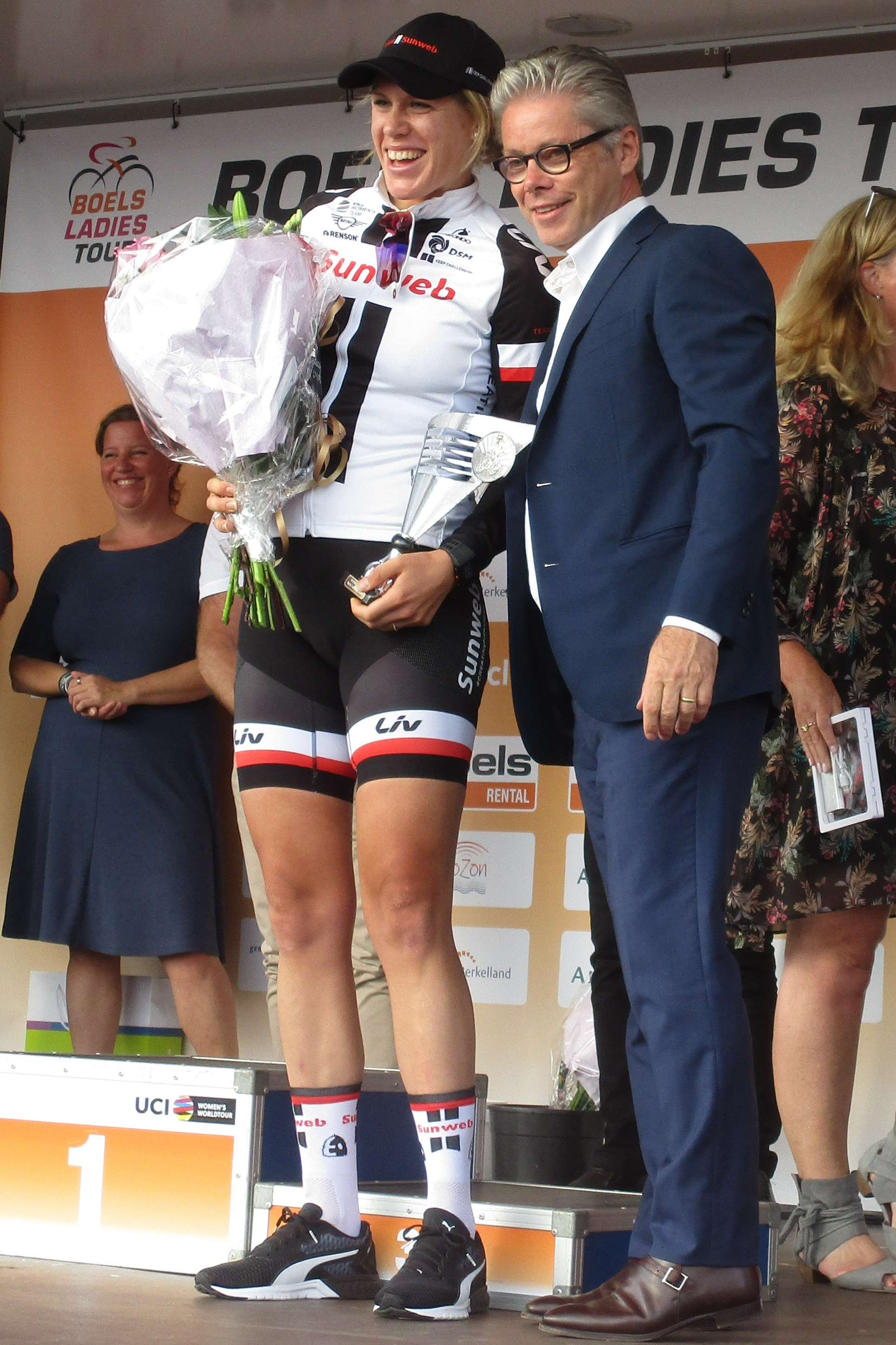
Ellen van Dijk
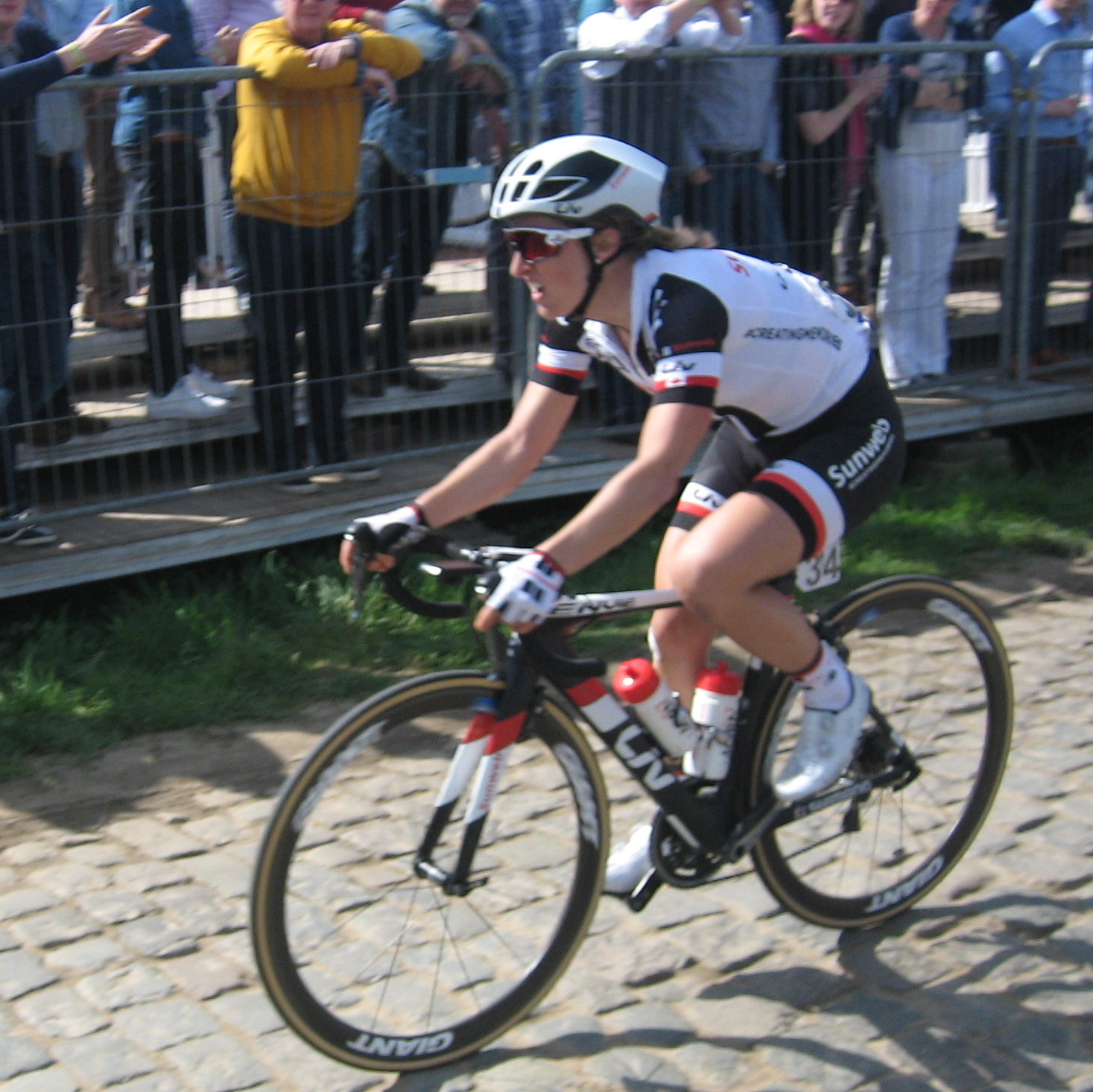
Leah Kirchmann
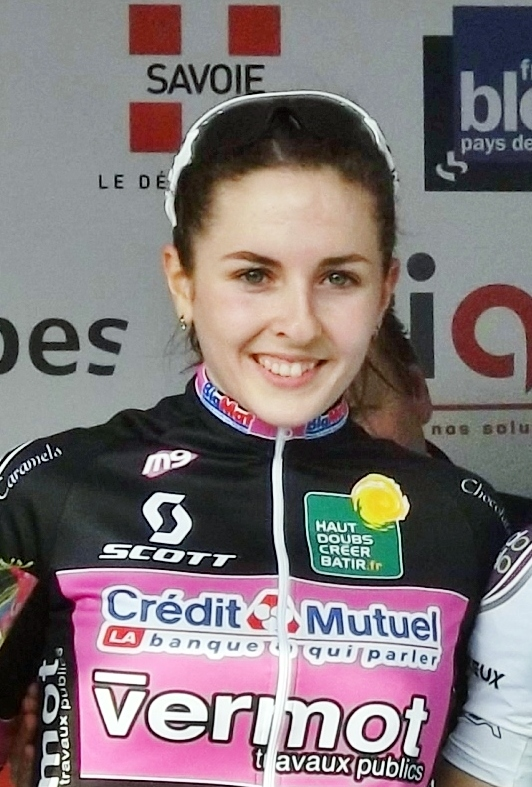
Juliette Labous en 2016
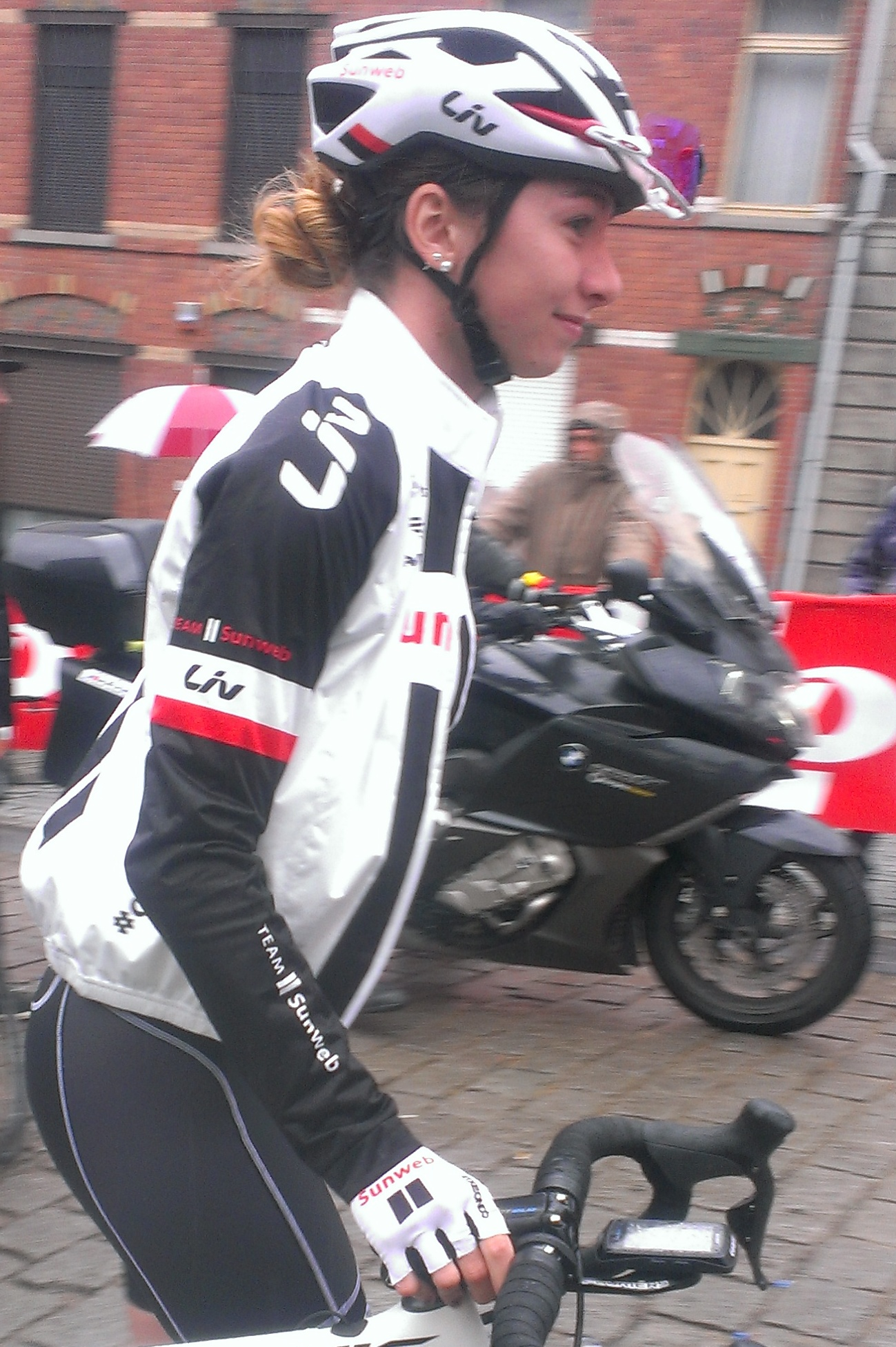
Liane Lippert
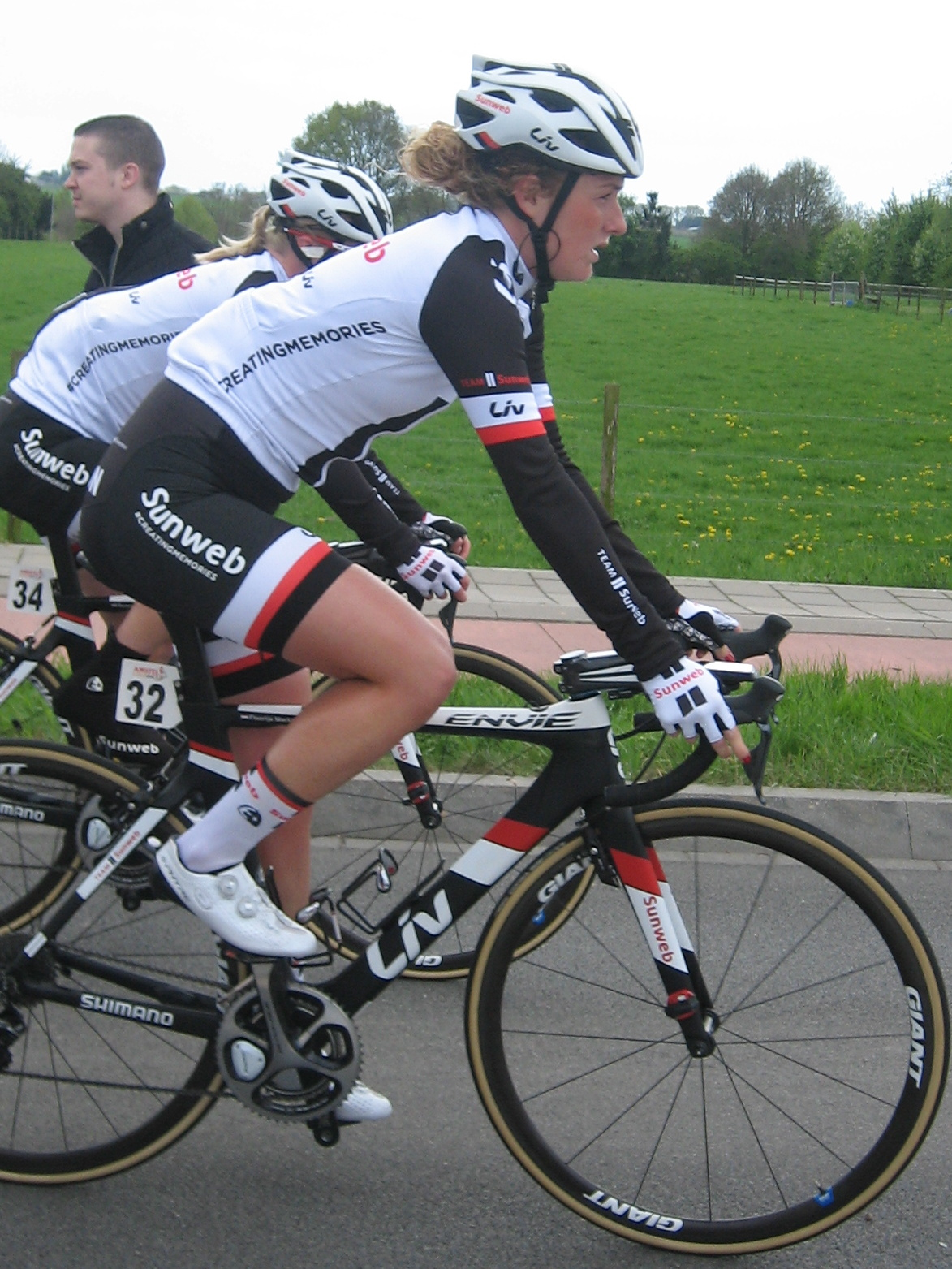
Floortje Mackaij
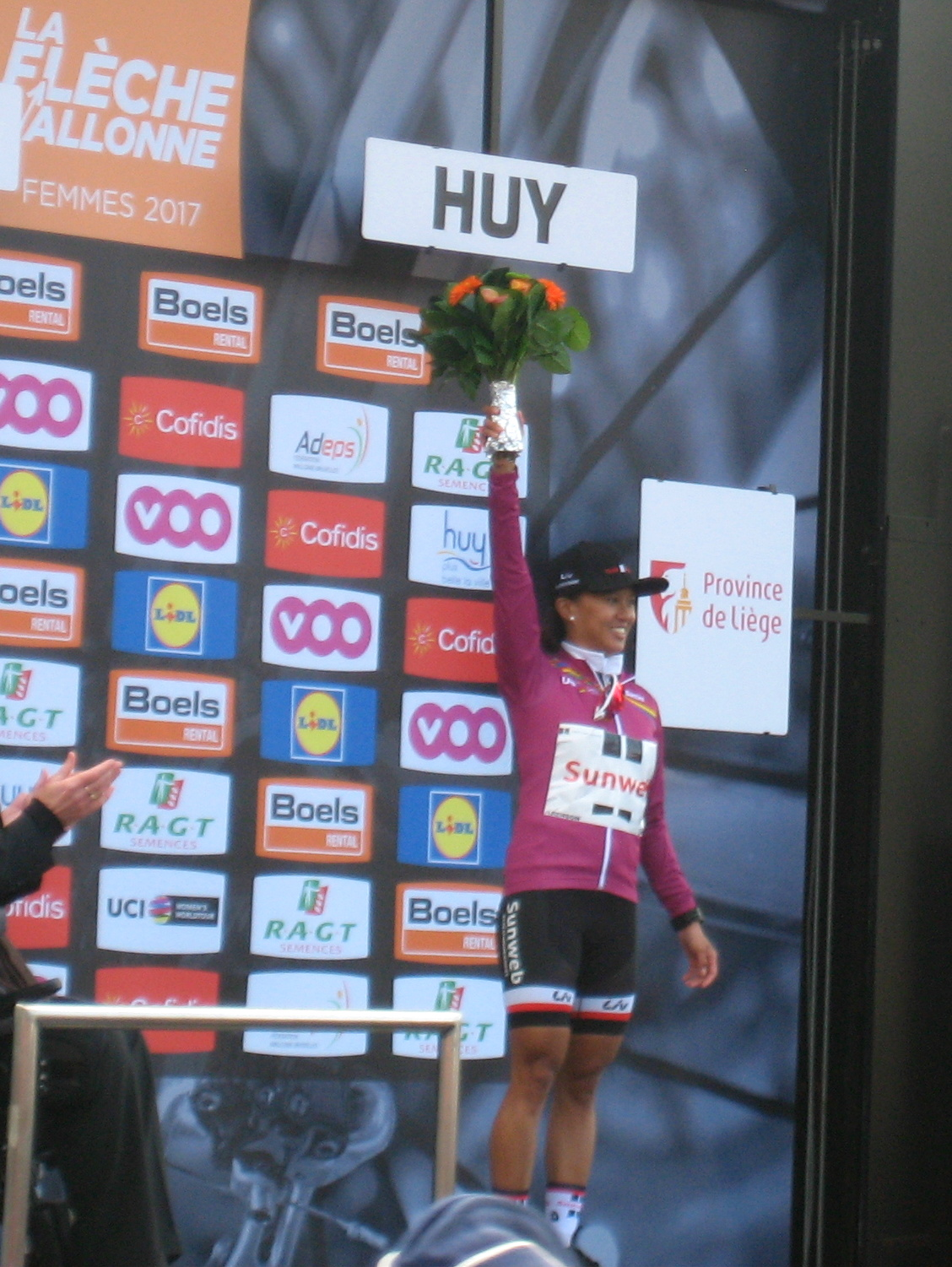
Coryn Rivera
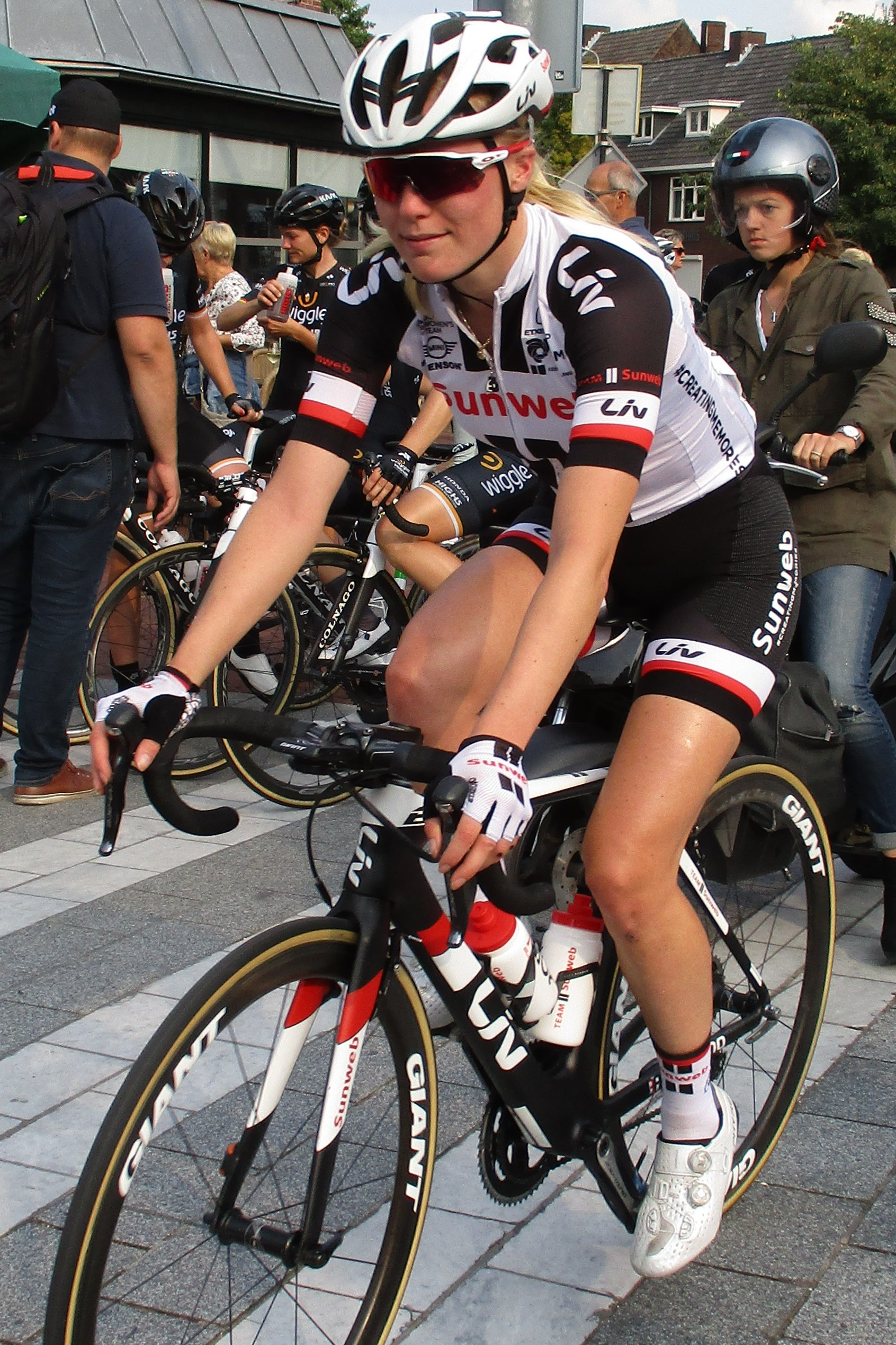
Rozanne Slik
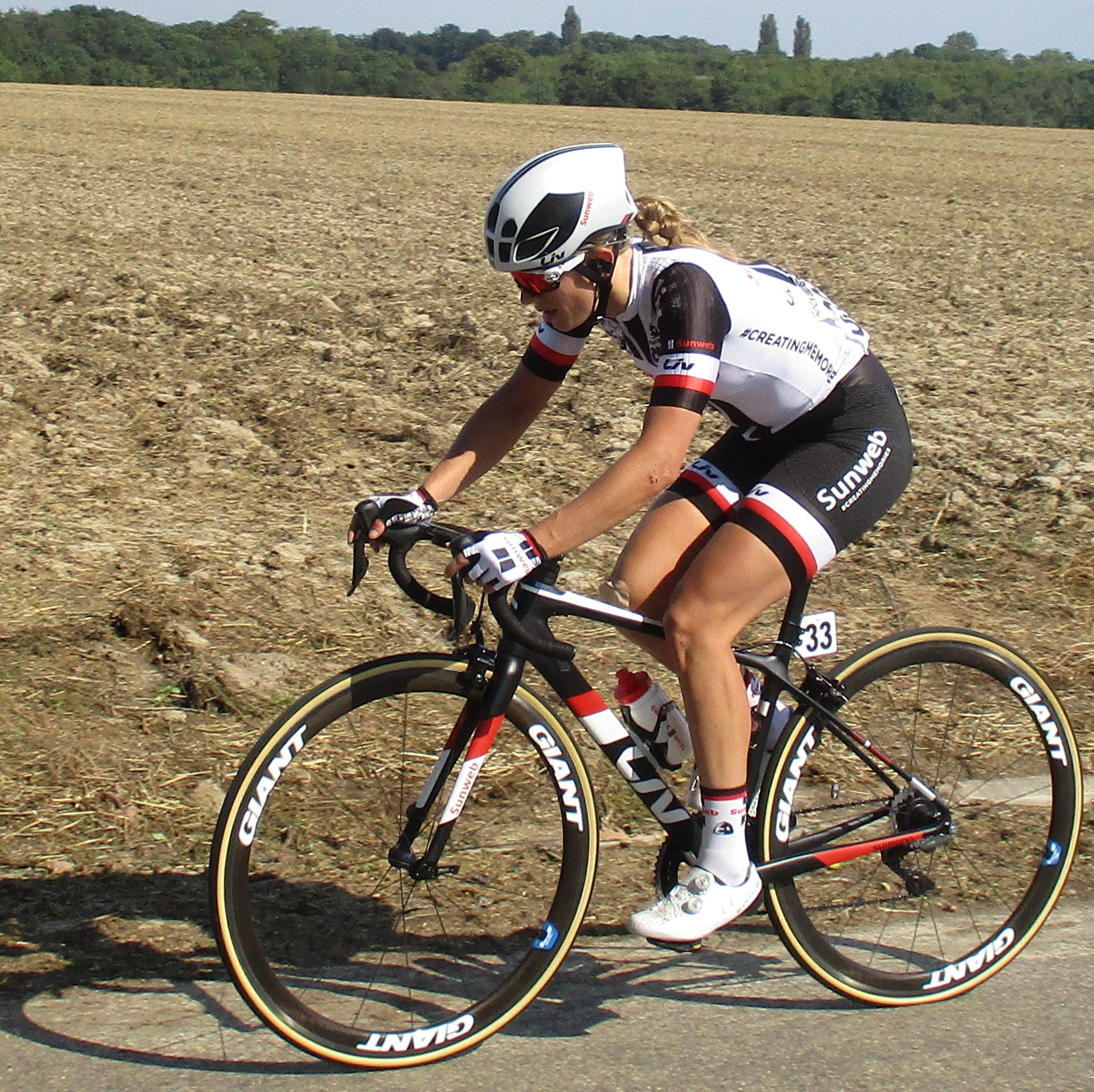
Julia Soek
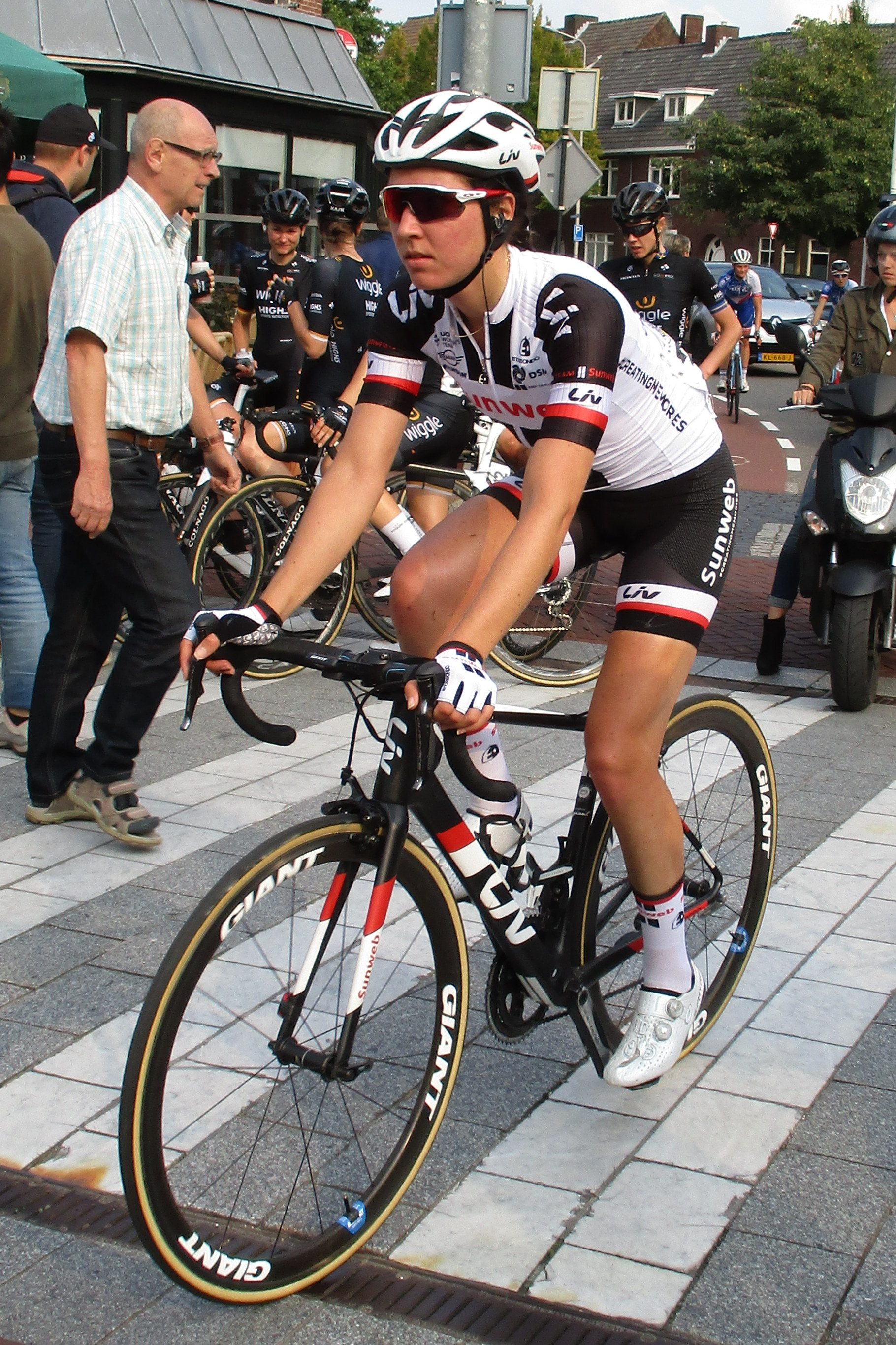
Sabrina Stultiens
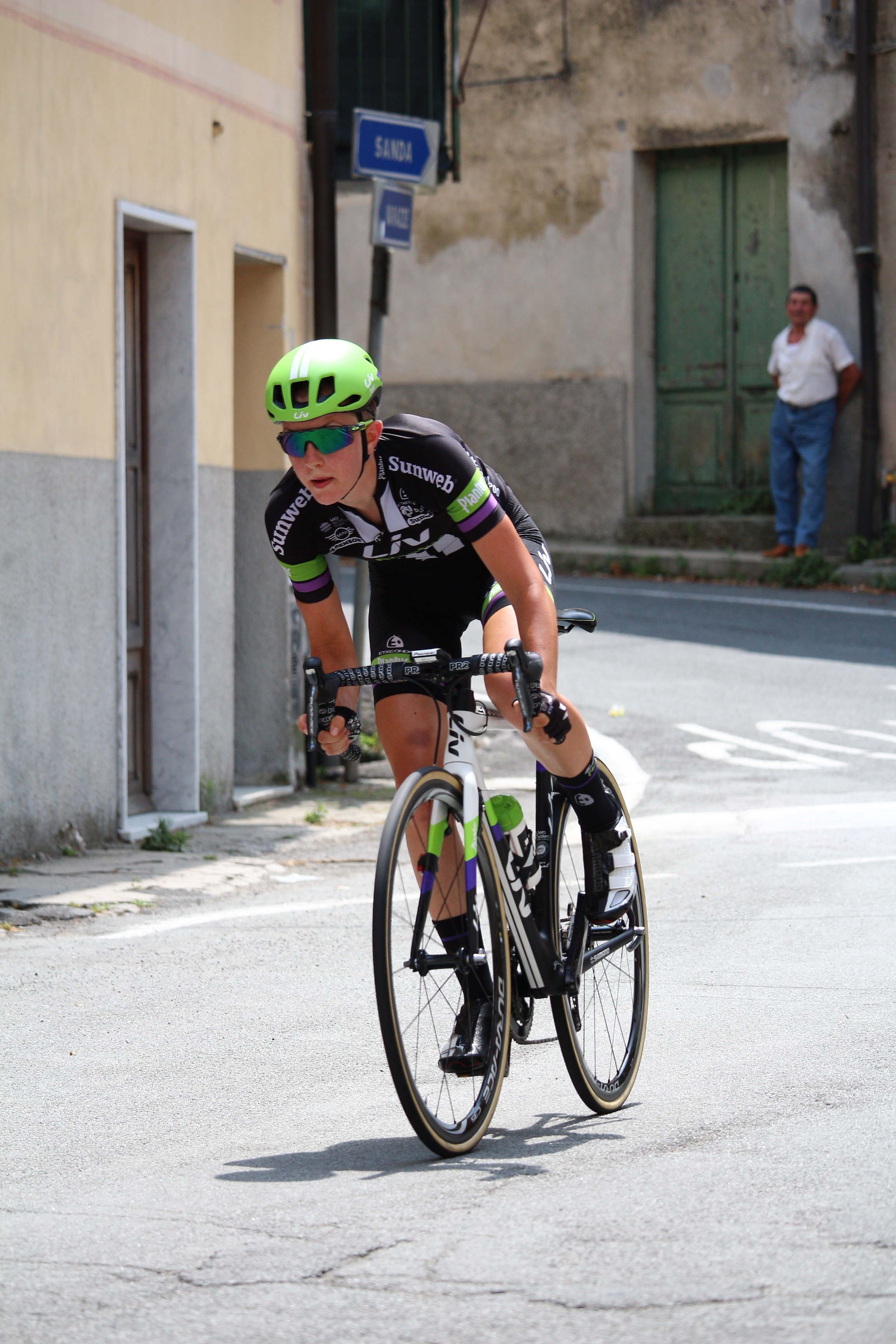
Molly Weaver en 2016

### Encadrement
Hans Timmermans est directeur sportif. Marloes Poelman est le représentant de l'équipe auprès de l'UCI. L'équipe enregistre quatorze directeurs sportifs adjoints.

## Déroulement de la saison

### Février-mars
Au  Circuit Het Nieuwsblad, Ellen van Dijk et Elisa Longo Borghini s'échappent après le Paterberg. Les deux coureuses de tête comptent jusqu'à une minute et demi d'avance. Le Molenberg permet à un nouveau groupe de poursuite de prendre le large. Il comprend Lotte Kopecky, Lucinda Brand, Chantal Blaak, Annemiek van Vleuten et Amanda Spratt. La jonction avec la tête s'opère à seize kilomètres de l'arrivée. À sept kilomètres de l'arrivée, Lucinda Brand pourtant bonne sprinteuse, profitant du surnombre de l'équipe Sunweb, attaque. Elle n'est plus revue. Ellen van Dijk est quatrième.
Aux Strade Bianche, une échappée constituée de Lauren Stephens, Floortje Mackaij et Lara Vieceli se forme. Son avance culmine à une minute trente avant que la formation Orica-Scott ne mène la poursuite. La jonction se réalise dans l'avant dernier secteur gravier, à dix-huit kilomètres de la ligne. Une sélection s'opère alors et seules cinq coureuses sont en tête : Elisa Longo Borghini, Elizabeth Deignan, Katarzyna Niewiadoma rejointes immédiatement par Annemiek van Vleuten et Katrin Garfoot. En l'absence d'information de course, les cinq coureuses se font surprendre par le retour de Lucinda Brand et Shara Gillow à trois kilomètres de l'arrivée. Les deux athlètes attaquent immédiatement et obtiennent une avance de quelques secondes au pied de la montée finale. Les cinq poursuivantes recollent cependant dans la partie la plus pentue de la Via Santa Caterina. Lucinda Brand se classe quatrième.
Au Tour de Drenthe, Ellen van Dijk fait partie du groupe de tête à la sortie de la deuxième ascension du mont VAM. Il est cependant rapidement repris. Lors de la montée suivante, elle attaque de nouveau, cette fois seule. Elle compte jusque trente secondes d'avance, mais est reprise au kilomètre vingt-deux. Sur le circuit urbain, Lucinda Brand est présente dans l'échappée décisive avec Amalie Dideriksen, Elena Cecchini et Elisa Longo Borghini. Elle lance trop tôt son sprint et termine troisième. Au  Trofeo Alfredo Binda-Comune di Cittiglio, Coryn Rivera fait partie du groupe de tête dans la dernière ascension. Le groupe est repris. Ensuite, la formation Sunweb et Ellen van Dijk en particulier mène le peloton. La victoire se joue au sprint. Ellen van Dijk lance le sprint pour Coryn Rivera. Elle mène le sprint de bout en bout et s'impose,. Le mercredi suivant, sur À travers les Flandres, Ellen van Dijk tente de constituer un groupe d'échappée sur le Tiegemberg, mais les quatre fuyardes sont rapidement reprises. Lucinda Brand se classe quatrième du sprint. Sur Gand-Wevelgem, Ellen van Dijk se montre de nouveau active, mais sans plus de succès que du mercredi. Coryn Rivera confirme sa bonne forme du moment en se classant troisième du sprint.

### Avril

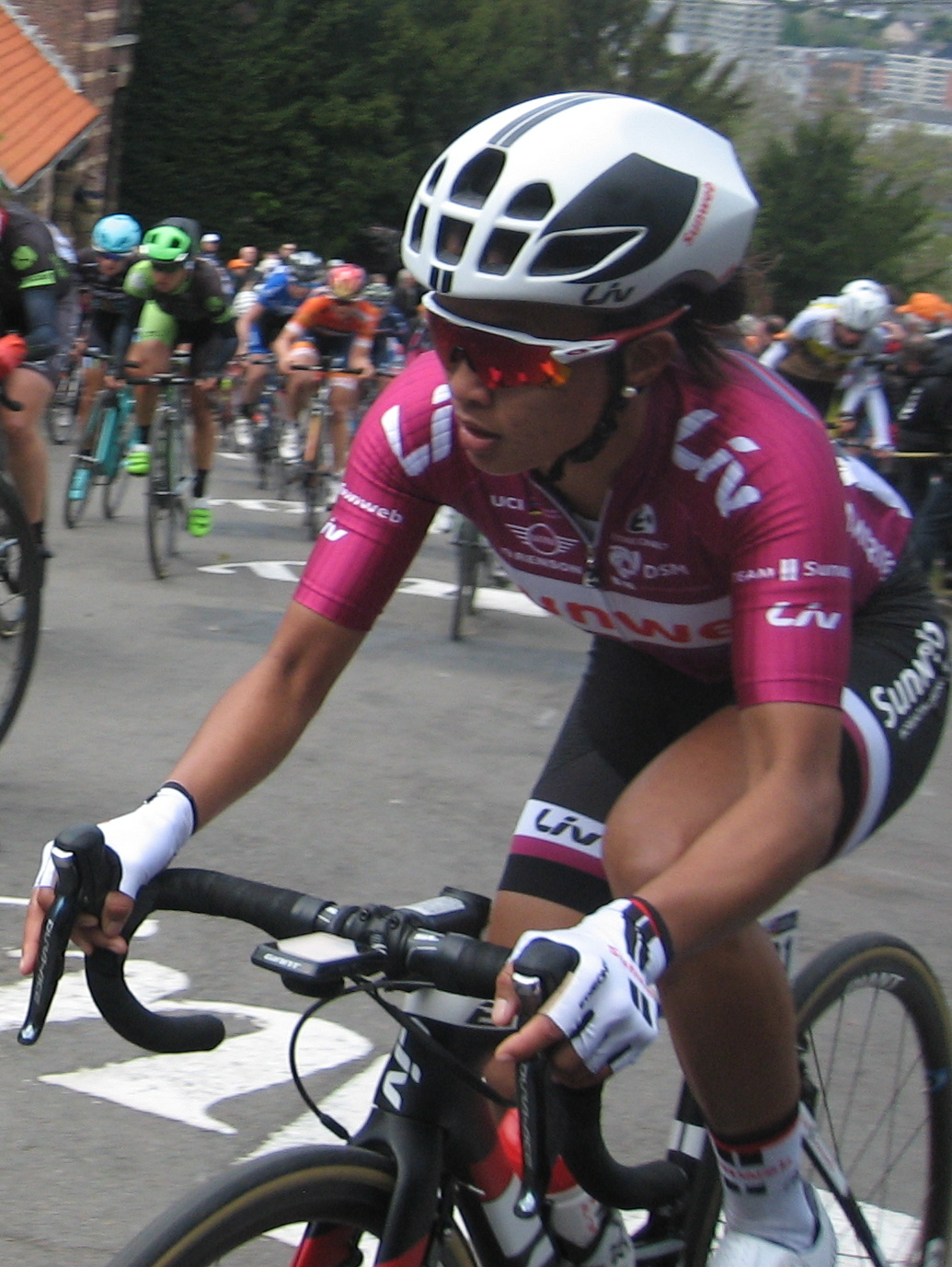
Coryn Rivera sur le mur de Huy

Au Tour des Flandres, aucune membre de l'équipe ne suit le groupe de quatre échappée comprenant Elisa Longo Borghini, Anna van der Breggen, Annemiek van Vleuten et Katarzyna Niewiadoma qui part en haut du Kruisberg. Ellen van Dijk accélère dans le vieux Quaremont, mais ne parvient pas à combler l'écart. L'échappée compte une trentaine de secondes d'avance à dix kilomètres de l'arrivée. Grâce au travail d'Ellen van Dijk, elles sont reprises sous la flamme rouge. Coryn Rivera s'impose au sprint et prend la tête du classement World Tour,.
À l'Healthy Ageing Tour, comme l'année précédente, Ellen van Dijk domine largement le contre-la-montre individuel de l'épreuve. Elle prend ainsi une option sur la victoire finale avec vingt-sept secondes d'avance sur Anna van der Breggen.
À l'Amstel Gold Race, dans la deuxième ascension du Cauberg, un groupe de huit coureuses dont Coryn Rivera s'échappe. Il est rapidement repris. Dans la troisième montée du Cauberg, Elizabeth Deignan accélère de nouveau, cette fois accompagnée d'Elisa Longo Borghini et Katarzyna Niewiadoma. Derrière Ellen van Dijk limite l'écart avec le peloton. Dans la dernière ascension du Bemelerberg, Annemiek van Vleuten attaque suivie par Anna van der Breggen et Coryn Rivera. Elles reviennent immédiatement sur la tête de course. Quelques centaines de mètres plus loin, Anna van der Breggen part seule et n'est plus rejointe. Derrière, le Cauberg distance Coryn Rivera qui se classe sixième,,. À la Flèche wallonne, elle ne suit pas l'attaque de Deignan, Van der Breggen et Niewiadoma et prend la septième place,. À Liège-Bastogne-Liège, le scénario se répète. Ellen van Dijk fait partie du groupe de poursuite derrière les trois favorites. Elle règle le groupe au sprint et est donc quatrième,.

### Mai
Au Tour de Californie, Coryn Rivera est huitième et septième des deux premières étapes qui sont montagneuses. Elle remporte ensuite au sprint la troisième étape avant de se classer deuxième de la dernière étape. Elle est sixième du classement général,. 
Leah Kirchmann s'impose au GP Gatineau au sprint.
À Gooik-Geraardsbergen-Gooik, le mur de Grammont puis le Bosberg, permettent à Ellen Van Dijk, Lucinda Brand, Elisa Longo Borghini et Marianne Vos de s'isoler. Elles sont ensuite reprises au kilomètre cent-deux. Floortje Mackaij attaque mais est reprise. À dix kilomètres de l'arrivée, Yara Kastelijn et Maria Giulia Confalonieri sont en tête. Ellen van Dijk et Elisa Longo Borghini partent alors en poursuite.  Elles opèrent la jonction à six kilomètres du but. Yara Kastelijn perd le contact avec l'échappée. Marianne Vos accélère alors et revient immédiatement sur la tête. Elle bat ensuite ses compagnonnes d'échappée au sprint. Ellen van Dijk est deuxième.

### Juin

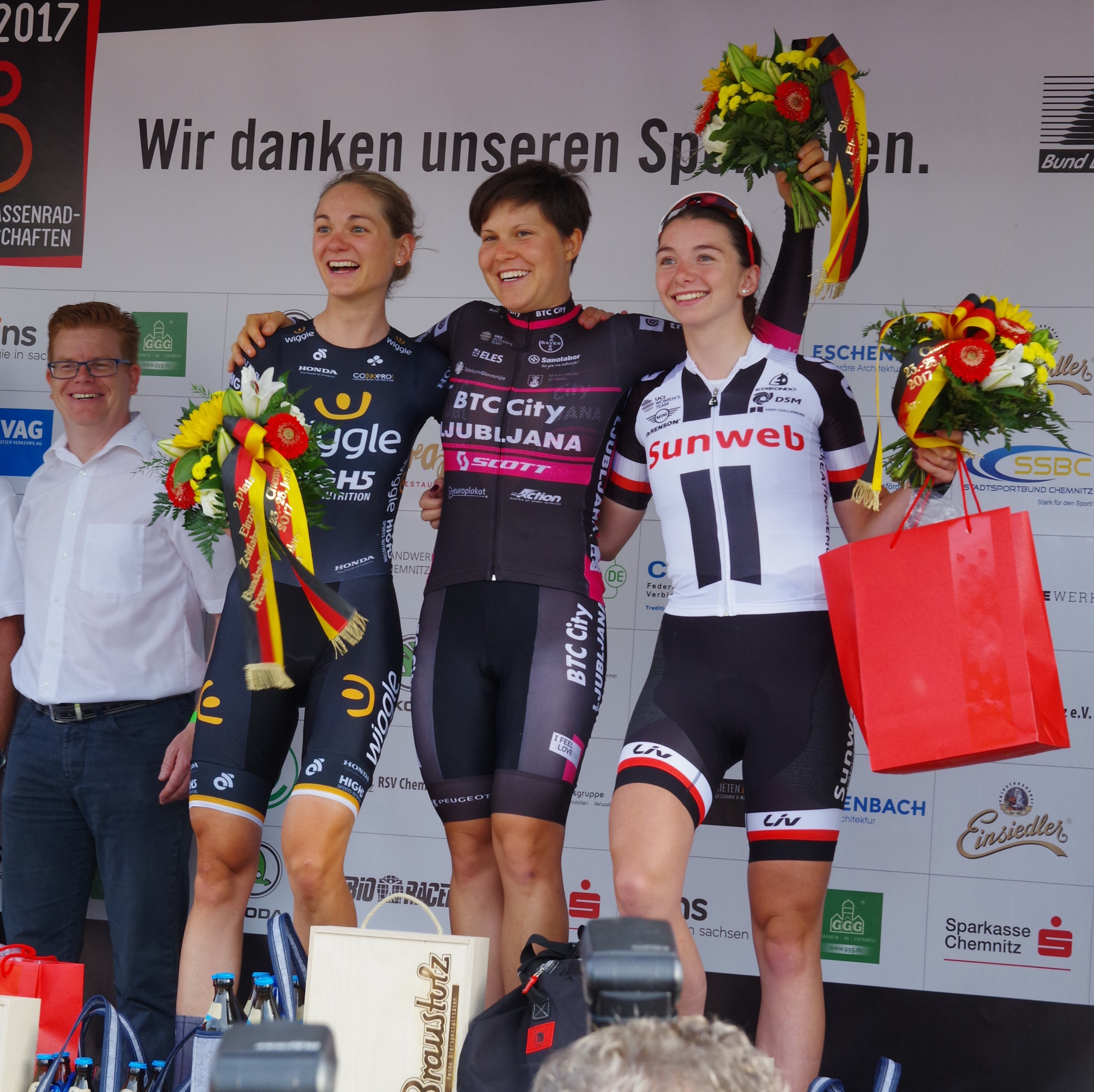
Liane Lippert est troisième du championnat d'Allemagne du contre-la-montre

Au Women's Tour, sur la deuxième étape, dans une ascension non répertoriée, Christine Majerus part avec Clara Koppenburg, Anna Plichta, Sarah Roy, Lucinda Brand et Trixi Worrack. Dans la côte d'Ipstones, Lucinda Brand attaque. Elle reste échappée seule en tête jusqu'à sept kilomètres de l'arrivée quand elle est reprise par le premier groupe du peloton. Ellen se classe troisième du sprint,. Elle réédite sa performance sur la troisième étape. Sur la quatrième étape, sur la montée de Middleton Top, Lucinda Brand attaque mais se fait reprendre. Shara Gillow est la suivante à partir. Elle est accompagnée de Leah Kirchmann et Sarah Roy. Leah Kirchmann gagne le sprint intermédiaire quand le groupe a environ deux minutes d'avance. Par la suite, Christine Majerus effectue la jonction. Derrière le peloton se relève. Les échappées compte deux minutes d'avance à vingt kilomètres de la ligne. Dix kilomètres plus loin, Shara Gillow ne peut plus suivre le rythme imprimé. Christine Majerus et Sarah Roy lâchent ensuite Leah Kirchmann. Elle est finalement troisième et remonte à la troisième place du classement général,. Néanmoins, sur l'ultime étape, Hannah Barnes chasse les bonifications et fait redescendre Leah Kirchmann à la quatrième place. Ellen van Dijk est cinquième et la formation Sunweb est la meilleure équipe,.
Sur les championnats nationaux, Liane Lippert se classe troisième du contre-la-montre en Allemagne. 

### Juillet
Au Tour d'Italie, la formation Sunweb se classe deuxième du contre-la-montre par équipes inaugural. Sur la deuxième étape, Lucinda Brand est la mieux classée de l'équipe mais perd plus de deux minutes face au trio Anna van der Breggen, Annemiek van Vleuten, Elisa Longo Borghini. Coryn Rivera se classe ensuite troisième du sprint massif de la quatrième étape derrière Jolien D'Hoore et Chloe Hosking,,. Elle est deuxième de la sixième étape, cette fois battue par Lotta Lepistö. Sabrina Stultiens fait partie de la bonne échappée sur la septième étape et finit sixième. Sur la huitième étape, Janneke Ensing et Tetyana Riabchenko ouvrent la route dans la montée vers Cuccaro Vetere. Après le passage à Vallo della Lucania, Anouska Koster et Lucinda Brand partent en poursuite. Elles reprennent Janneke Ensing. Au sommet, Tetyana Riabchenko compte une minute vingt d'avance sur les trois Néerlandaises. Lucinda Brand utilise ses capacités techniques dans la descente pour lâcher dans un premier temps ses compagnonnes d'échappée puis pour opérer la jonction sur l'Ukrainienne à dix kilomètres de l'arrivée. Elle conclut l'étape seule et gagne avec douze secondes d'avance. Elle réalise une bonne opération au classement général en remontant à la cinquième place. Au niveau du classement de la meilleure jeune, Floortje Mackaij perd vingt-deux minutes durant l'étape et laisse sa tunique à Cecilie Uttrup Ludwig,,. Coryn Rivera se classe cinquième du sprint le lendemain. Sur la dernière étape, Lucinda Brand ne parvient pas à suivre les favorites sur les pentes du Vésuve. Elle est septième de l'étape, mais perd deux places au classement général. Elle conclut ce Tour d'Italie à la septième place. 
Ellen van Dijk court au Tour de Thuringe avec la sélection nationale néerlandaise. Elle est seulement cinquième du prologue,. Elle est ensuite deuxième pour une seconde derrière Lauren Stephens de la quatrième étape qui est un contre-la-montre. Elle remonte ainsi à la deuxième place du classement général derrière Lisa Brennauer,. Elle est deuxième le lendemain du sprint et prend ainsi quelques secondes de bonifications. Elle conclut ce Tour de Thuringe à la deuxième place,.
Au même moment, Juliette Labous participe au Tour de Feminin avec l'équipe de France. Elle s'impose au sprint sur la dernière étape. À La course by Le Tour de France, Sabrina Stultiens se classe douzième. La semaine suivante, à la  RideLondon-Classique, la préparation du sprint est confuse. Dans la dernière ligne droite, Lisa Brennauer lance avec Lotta Lepistö dans sa roue. Les deux coureuses réalisent un trou, mais Coryn Rivera parvient à les reprendre puis à les doubler.

### Août

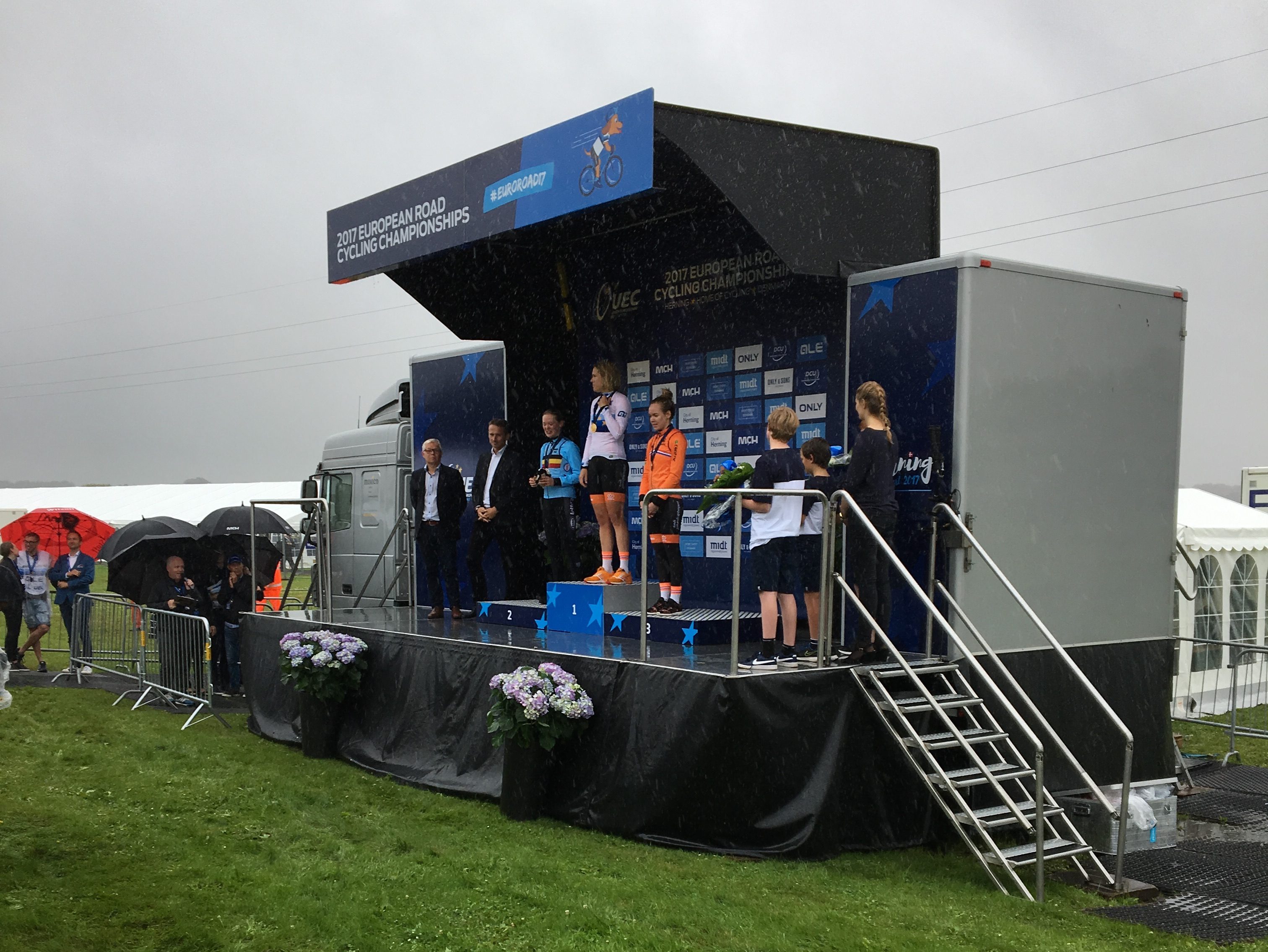
Ellen van Dijk reste championne d'Europe du contre-la-montre

Ellen van Dijk conserve facilement son titre de championne d'Europe du contre-la-montre. À l'Erondegemse Pijl, Julia Soek s'échappe avec Rachel Neylan et Esther van Veen. Elle les devance au sprint et obtient ainsi sa première victoire professionnelle. Derrière, Coryn Rivera règle le sprint du peloton.
Au contre-la-montre par équipes de l'Open de Suède Vårgårda, Sunweb se classe quatrième, minute vingt-trois derrière l'équipe Boels Dolmans. Sur la course en ligne, Sabrina Stultiens fait partie de l'échappée matinale. Lorsqu'un contre se forme, elle s'y trouve également. Elles sont néanmoins revues par le peloton. Au kilomètre cent trente-cinq, ce sont Katarzyna Niewiadoma, Ashleigh Moolman et Ellen van Dijk qui se portent à l'avant. Elles sont cependant rapidement reprises. L'épreuve se conclut par un sprint. Leah Kirchmann est troisième. Au Tour de Norvège, Ellen van Dijk remporte le prologue. Juliette Labous est sixième. Ellen van Dijk perd le lendemain le maillot jaune au profit de Jolien D'Hoore. La Néerlandaise est troisième du sprint de la deuxième étape après que Floortje Mackaij s'est montrée active durant l'étape. Sur la dernière étape, Derrière, Ellen van Dijk joue son va-tout à quelques kilomètres de l'arrivée. Elle est cependant reprise.  Elle lance le sprint de loin, elle est cependant passée par Megan Guarnier dans les derniers mètres. Elle est donc deuxième de l'étape. Au classement général, elle prend la troisième place.

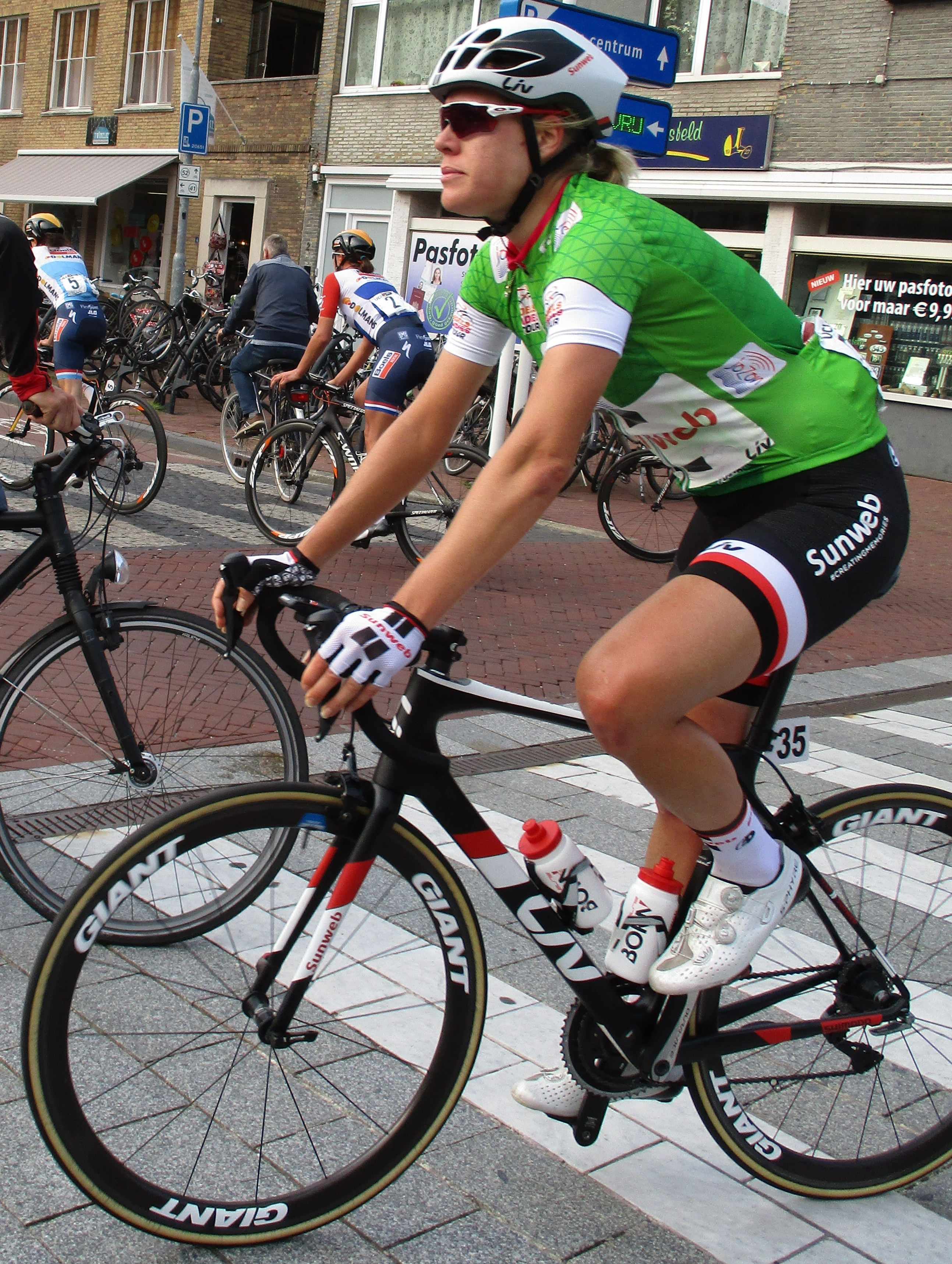
Ellen van Dijk au Boels Ladies Tour

Au Boels Ladies Tour, Ellen van Dijk est deuxième du prologue, cinq secondes derrière Annemiek van Vleuten. Elle se classe cinquième de la deuxième étape au sprint. Sur le contre-la-montre de la troisième étape, elle est une nouvelle fois deuxième derrière Annemiek van Vleuten, cette fois pour quatre secondes,. La cinquième étape est vallonnée. Ellen van Dijk ne peut suivre Annemiek van Vleuten et Anna van der Breggen et rétrograde à la troisième place du classement général à l'issue de l'étape. Lors de l'ultime étape, Rozanne Slik fait partie de l'échappée. Katarzyna Niewiadoma attaque ensuite dans Meerssen puis dans le Snijdersberg. Derrière Lucinda Brand, Janneke Ensing, Christine Majerus et Alexis Ryan s'organisent pour la reprendre. La Polonaise a quarante secondes d'avance sur ce groupe à quinze kilomètres de l'arrivée et une minute vingt sur le peloton. Ce dernier doit poser pied à terre à cause d'un passage à niveau fermé. À cinq kilomètres de l'arrivée, Lucinda Brand et Janneke Ensing reviennent sur Katarzyna Niewiadoma. Janneke Ensing attaque peu après. Elle n'est pas reprise et lève les bras. Lucinda Brand prend la deuxième place. Ellen van Dijk est finalement troisième du classement général.

### Septembre
Coryn Rivera est deuxième du sprint massif à La Madrid Challenge by La Vuelta derrière Jolien D'Hoore.
Aux championnats du monde du contre-la-montre par équipes, alors que Boels Dolmans est favorite, la formation Sunweb réalise la sensation en remportant  le titre. Boels Dolmans passe en tête de la côte, mais perd vingt-sept secondes sur la formation Sunweb entre ce point et l'arrivée. La composition de l'équipe est : Lucinda Brand, Leah Kirchmann, Floortje Mackaij, Coryn Rivera, Sabrina Stultiens et Ellen van Dijk. Sur le contre-la-montre individuel, Ellen van Dijk prend la cinquième place, Juliette Labous est quinzième.
Sur la course en ligne, à cinquante kilomètres de l'arrivée, Lucinda Brand accélère avec Gracie Elvin et revient sur la tête de course. Un regroupement général a lieu directement après. Les membres de l'équipe pèse sinon peu sur la course. Leah Kirchmann est douzième, Lucinda Brand treizième et Coryn Rivera dix-huitième.

## Bilan de la saison
La victoire surprise sur les championnats du monde du contre-la-montre par équipes en devançant la formation Boels Dolmans est celle la plus marquante de la saison. La sprinteuse Coryn Rivera gagne trois manches du World Tour dont le Tour des Flandres. Ellen van Dijk, en plus d'avoir été un soutien important pour les victoires de Coryn Rivera, remporte l'Healthy Ageing Tour et les championnats d'Europe du contre-la-montre, finit deuxième du Tour de Thuringe et troisième du Boels Ladies Tour ainsi que du Tour de Norvège. Lucinda Brand gagne le Circuit Het Nieuwsblad et une étape du Tour d'Italie. Leah Kirchmann gagne le Grand Prix de Gatineau, elle finit troisième de l'Open de Suède Vårgårda et quatrième du Women's Tour. Le site vélo101, la classe deuxième parmi les équipes professionnelles féminines pour la saison 2017.

## Victoires

### Sur route
| Victoires | Victoires                                                               | Victoires   | Victoires | Victoires       | Victoires |
| Date      | Course                                                                  | Pays        | Classe    | Vainqueur       |           |
| --------- | ----------------------------------------------------------------------- | ----------- | --------- | --------------- | --------- |
| 25 fév.   | Circuit Het Nieuwsblad                                                  | Belgique    | 1.1       | Lucinda Brand   |           |
| 19 mars   | Trofeo Alfredo Binda-Comune di Cittiglio                                | Italie      | 1.WWT     | Coryn Rivera    |           |
| 2 avr.    | Tour des Flandres                                                       | Belgique    | 1.WWT     | Coryn Rivera    |           |
| 5 avr.    | 1rea étape, Bloeizone Fryslân Tour                                      | Pays-Bas    | 2.2       | Ellen van Dijk  |           |
| 9 avr.    | Classement général, Bloeizone Fryslân Tour                              | Pays-Bas    | 2.2       | Ellen van Dijk  |           |
| 13 mai    | 3e étape du Tour de Californie                                          | États-Unis  | 2.WWT     | Coryn Rivera    |           |
| 20 mai    | Grand Prix Cycliste de Gatineau                                         | Canada      | 1.1       | Leah Kirchmann  |           |
| 7 juill.  | 8e étape du Tour d'Italie                                               | Italie      | 2.WWT     | Lucinda Brand   |           |
| 9 juill.  | 4e étape du Tour de Feminin - O cenu Českého Švýcarska                  | Tchéquie    | 2.2       | Juliette Labous |           |
| 29 juill. | RideLondon-Classique                                                    | Royaume-Uni | 1.WWT     | Coryn Rivera    |           |
| 3 août    | Championnat d'Europe du contre-la-montre                                | Danemark    | CC        | Ellen van Dijk  |           |
| 5 août    | Erondegemse Pijl                                                        | Belgique    | 1.2       | Julia Soek      |           |
| 17 août   | Prologue du Tour de Norvège                                             | Norvège     | 2.WWT     | Ellen van Dijk  |           |
| 17 sept.  | championnat du monde féminin du contre-la-montre par équipes de marques | Norvège     | CM        | Sunweb          |           |

### Résultats sur les courses majeures

#### World Tour
| Date                | #  | Course                                   | Pays            | Meilleure classée | Classement |
| ------------------- | -- | ---------------------------------------- | --------------- | ----------------- | ---------- |
| 4 mars              | 1  | Strade Bianche                           | Italie          | Lucinda Brand     | 4e         |
| 11 mars             | 2  | Tour de Drenthe                          | Pays-Bas        | Lucinda Brand     | 3e         |
| 19 mars             | 3  | Trofeo Alfredo Binda-Comune di Cittiglio | Italie          | Coryn Rivera      | Vainqueur  |
| 26 mars             | 4  | Gand-Wevelgem                            | Belgique        | Coryn Rivera      | 3e         |
| 2 avril             | 5  | Tour des Flandres                        | Belgique        | Coryn Rivera      | Vainqueur  |
| 16 avril            | 6  | Amstel Gold Race                         | Pays-Bas        | Coryn Rivera      | 6e         |
| 19 avril            | 7  | Flèche wallonne                          | Belgique        | Coryn Rivera      | 7e         |
| 23 avril            | 8  | Liège-Bastogne-Liège                     | Belgique        | Ellen van Dijk    | 4e         |
| 5-7 mai             | 9  | Tour de l'île de Chongming               | Chine           | -                 | -          |
| 11-14 mai           | 10 | Tour de Californie                       | États-Unis      | Coryn Rivera      | 6e         |
| 4 juin              | 11 | Philadelphia Cycling Classic             | États-Unis      | Course annulée    |            |
| 7-11 juin           | 12 | The Women's Tour                         | Grande-Bretagne | Leah Kirchmann    | 4e         |
| 30 juin-9 juillet   | 13 | Tour d'Italie                            | Italie          | Lucinda Brand     | 7e         |
| 20 juillet          | 14 | La course by Le Tour de France           | France          | Sabrina Stultiens | 12e        |
| 29 juillet          | 15 | RideLondon-Classique                     | Grande-Bretagne | Coryn Rivera      | Vainqueur  |
| 11 août             | 16 | Open de Suède Vårgårda TTT               | Suède           | Sunweb            | 4e         |
| 13 août             | 17 | Open de Suède Vårgårda                   | Suède           | Leah Kirchmann    | 3e         |
| 17-20 août          | 18 | Tour de Norvège                          | Norvège         | Ellen van Dijk    | 3e         |
| 26 août             | 19 | Grand Prix de Plouay                     | France          | Coryn Rivera      | 26e        |
| 29 août-3 septembre | 20 | Boels Rental Ladies Tour                 | Pays-Bas        | Ellen van Dijk    | 3e         |
| 10 septembre        | 21 | La Madrid Challenge by La Vuelta         | Espagne         | Coryn Rivera      | 2e         |

Sunweb est deuxième du classement par équipes. Coryn Rivera est quatrième du classement individuel et Ellen van Dijk huitième.

#### Grand tour
| Grand tour            | Tour d'Italie      |
| --------------------- | ------------------ |
| Coureuse (classement) | Lucinda Brand (7e) |
| Accessits             | 1 victoire d'étape |

## Classement mondial
| Rang | Coureuse          | Points |
| ---- | ----------------- | ------ |
| 4    | Ellen van Dijk    | 1003   |
| 6    | Coryn Rivera      | 951    |
| 22   | Lucinda Brand     | 466    |
| 24   | Leah Kirchmann    | 430    |
| 89   | Floortje Mackaij  | 99     |
| 102  | Juliette Labous   | 89     |
| 110  | Sabrina Stultiens | 81     |
| 158  | Julia Soek        | 44     |
| 233  | Liane Lippert     | 20     |
| 498  | Rozanne Slik      | 4      |
| 530  | Molly Weaver      | 3      |

Sunweb est deuxième au classement par équipes.